# Нижна-Польянка
Нижна-Польянка (словац. Nižná Polianka) — село и одноимённая община в округе Бардеёв Прешовского края Словакии.

## История
Впервые упоминается в 1435 году.
В 1849 году венгерскими революционными эмиссарами в селе реквизирована провизия, насильно мобилизована молодежь и сожжены заживо сельского старосту.
Населенное украинцами, но после Второй мировой войны — под угрозой переселения в СССР — абсолютное большинство крестьян переписалась на словаков и русинов.
В селе есть греко-католическая церковь, в 1923 году построена на месте старшей деревянной церкви, которая сгорела во время И мировой войны, и православная церковь с 1992 года.

## Население
| Год:                | 1994 | 2004    | 2014    | 2024     |
| ------------------- | ---- | ------- | ------- | -------- |
| Количество человек: | 262  | 252     | 246     | 220      |
| Разница:            |      | −3,81 % | −2,38 % | −10,56 % |

В селе проживает 255 человек.
Национальный состав населения (по данным последней переписи населения 2001 года):
- словаки — 77,52 %
- русины — 15,89 %
- украинцы — 4,26 %
- цыгане — 2,33 %

Состав населения по принадлежности к религии состоянию на 2001 год:
- православные — 47,29 %,
- греко-католики — 36,43 %,
- римо-католики — 10,85 %,
- протестанты — 0,39 %,
- не считают себя верующими или не принадлежат к одной вышеупомянутой церкви — 1,55 %